# Цветков, Виктор Иванович (генерал-лейтенант)
Виктор Иванович Цветков (1923 — 22 июля 1993, Саратов) — советский деятель образования в системе Министерства внутренних дел, начальник Саратовских высших курсов МВД СССР (1977—1985), генерал-лейтенант милиции.

## Биография
Виктор Иванович Цветков родился в 1923 году.
Участник Великой Отечественной войны. После демобилизации, с 1947 года, на службе в органах внутренних дел.
С 1970 по 1977 годы — начальник УВД Архангельской области.
С 1977 по 1985 годы — начальник Саратовских высших курсов МВД СССР.
В период проведения Олимпиады-80 в руководимом им вузе был создан сводный олимпийский отряд по охране общественного порядка под руководством В. И. Цветкова.
Умер 22 июля 1993 года в городе Саратове.